# Бёрчелл, Френсис
Френсис Ромулус Бёрчелл (англ. Francis Romulus Burchell; 25 сентября 1873, Бристоль — 6 июля 1947, Уэртинг, Западный Суссекс) — британский крикетист, чемпион летних Олимпийских игр 1900.
На Олимпийских играх участвовал в единственном крикетном матче Великобритании против Франции, выиграв который, он получил золотую медаль. Всего он не набрал ни одного очка.